# Communauté de communes d'Erdre et Gesvres
La communauté de communes d'Erdre et Gesvres est une intercommunalité française, située dans le département de la Loire-Atlantique et la région Pays de la Loire.
Elle est membre du pôle métropolitain Nantes - Saint-Nazaire.

## Histoire
La communauté de communes d'Erdre et Gesvres a été créée le 13 décembre 1994 et regroupait les communes de Grandchamp-des-Fontaines, Sucé-sur-Erdre et Treillières. Elle a succédé au SIVOM du canton de La Chapelle-sur-Erdre, fondé en mai 1968 par arrêté préfectoral.
La Chapelle-sur-Erdre, ville principale de cette intercommunalité, adhère au District de l'agglomération nantaise en 1992. Des études sont alors lancées pour la création d'une nouvelle structure intercommunale entre les trois communes restantes du SIVOM et Vigneux. Cette réflexion conduit à la constitution de la communauté de communes d'Erdre et Gesvres.
Début 1995, Vigneux-de-Bretagne – issue du canton de Saint-Étienne-de-Montluc – intègre la communauté de communes nouvellement créée.
En novembre 2001, le conseil communautaire adopte de nouveaux statuts afin de permettre l'adhésion de nouveaux membres à la communauté de communes.
Le 1er janvier 2002, les cinq communes de l'ancienne communauté de communes d'Erdre et Isac (CCEI) et celles de Fay-de-Bretagne, Héric et Notre-Dame-des-Landes, toutes trois issues de la communauté de communes de la Région de Blain, sont rattachées à la CCEG, portant à douze le nombre de communes membres de l'intercommunalité.
Depuis le 1er juillet 2012, la CCEG fait aussi partie du Pôle métropolitain Nantes - Saint-Nazaire.

## Identité visuelle

Ancien logo.
Logo actuel.

## Territoire communautaire

### Géographie
Située au centre  du département de la Loire-Atlantique, la communauté de communes d'Erdre et Gesvres regroupe 12 communes et présente une superficie de 509,4 km2.

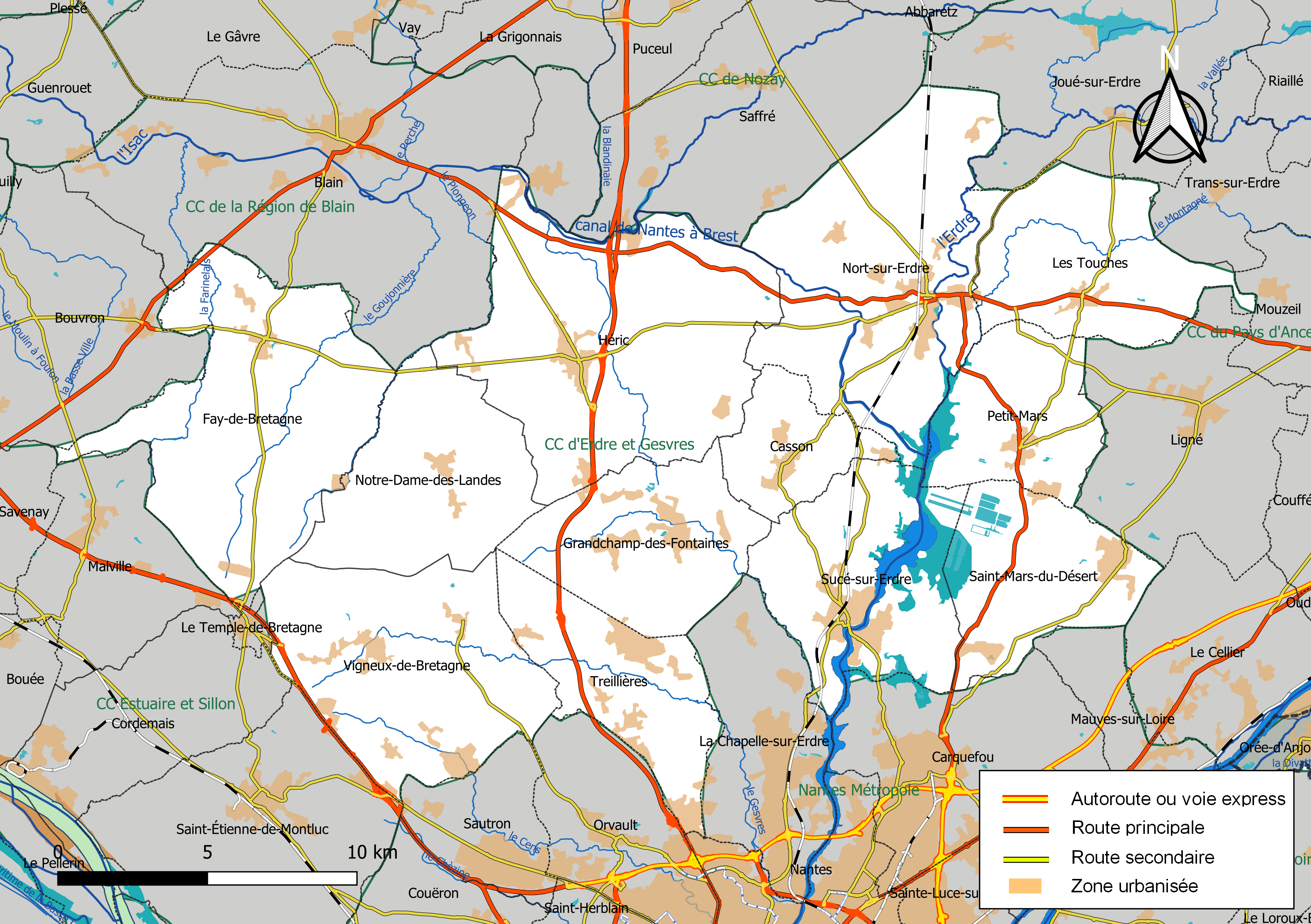
Carte de la communauté de communes d'Erdre et Gesvres au 1er janvier 2019.

### Composition

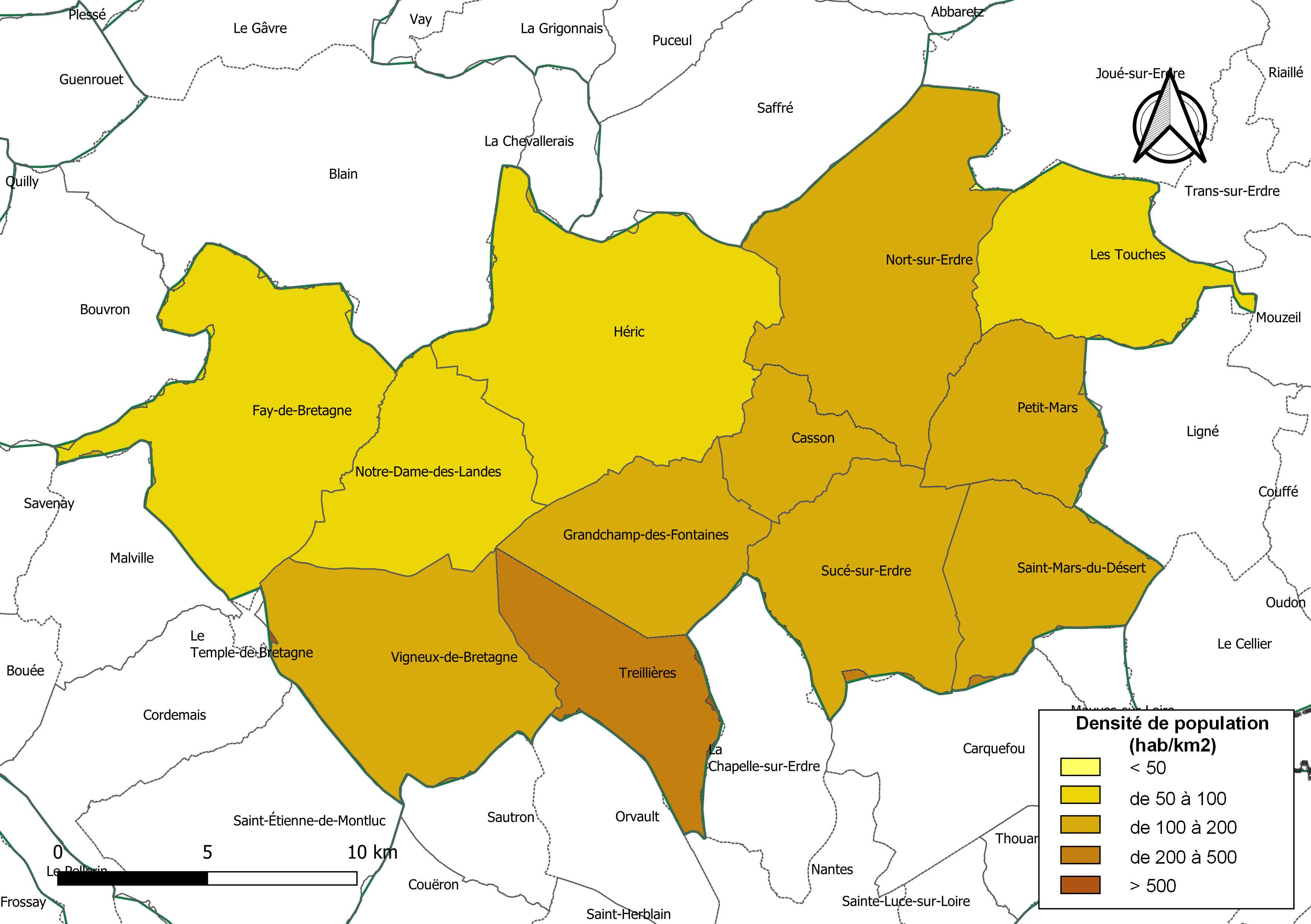
Carte des densités de population (millésimée 2016) des communes de la communauté de communes d'Erdre et Gesvres. Composition en communes au 1er janvier 2019.

La communauté de communes est composée des 12 communes suivantes :

| Nom                              | Code Insee | Gentilé         | Superficie (km2) | Population (dernière pop. légale) | Densité (hab./km2) |
| -------------------------------- | ---------- | --------------- | ---------------- | --------------------------------- | ------------------ |
| Grandchamp-des-Fontaines (siège) | 44066      | Grandchampenois | 33,87            | 6 910 (2022)                      | 204                |
| Casson                           | 44027      | Cassonnais      | 16,15            | 2 600 (2022)                      | 161                |
| Fay-de-Bretagne                  | 44056      | Fayens          | 64,81            | 3 852 (2022)                      | 59                 |
| Héric                            | 44073      | Héricois        | 73,93            | 6 528 (2022)                      | 88                 |
| Nort-sur-Erdre                   | 44110      | Nortais         | 66,56            | 9 448 (2022)                      | 142                |
| Notre-Dame-des-Landes            | 44111      | Landais         | 37,4             | 2 335 (2022)                      | 62                 |
| Petit-Mars                       | 44122      | Marsiens        | 25,97            | 3 865 (2022)                      | 149                |
| Saint-Mars-du-Désert             | 44179      | Marsiens        | 30,46            | 5 435 (2022)                      | 178                |
| Sucé-sur-Erdre                   | 44201      | Sucéens         | 41,33            | 7 457 (2022)                      | 180                |
| Les Touches                      | 44205      | Touchois        | 35,15            | 2 619 (2022)                      | 75                 |
| Treillières                      | 44209      | Treilliérains   | 29,05            | 10 414 (2022)                     | 358                |
| Vigneux-de-Bretagne              | 44217      | Vignolais       | 54,68            | 6 633 (2022)                      | 121                |

### Démographie
| 1968   | 1975   | 1982   | 1990   | 1999   | 2006   | 2011   | 2016   | 2022   |
| ------ | ------ | ------ | ------ | ------ | ------ | ------ | ------ | ------ |
| 21 608 | 23 984 | 31 987 | 37 035 | 43 201 | 50 656 | 55 541 | 61 123 | 68 096 |

## Administration

### Siège
Le siège de la communauté de communes est à Grandchamp-des-Fontaines, 1 rue Marie Curie.

### Tendances politiques
| Commune                  | Maire               | Étiquette | Étiquette |
| ------------------------ | ------------------- | --------- | --------- |
| Casson                   | Philippe Euzénat    |           | DVD       |
| Fay-de-Bretagne          | Claude Labarre      |           | DVG       |
| Grandchamp-des-Fontaines | François Ouvrard    |           | DVD       |
| Héric                    | Jean-Pierre Joutard |           | SE        |
| Les Touches              | Laurence Guillemine |           | DVG       |
| Nort-sur-Erdre           | Yves Dauvé          |           | PS        |
| Notre-Dame-des-Landes    | Jean-Paul Naud      |           | DVD       |
| Petit-Mars               | Jean-Luc Besnier    |           | UDI       |
| Saint-Mars-du-Désert     | Barbara Nourry      |           | UDI       |
| Sucé-sur-Erdre           | Julien Le Métayer   |           | HOR       |
| Treillières              | Alain Royer         |           | DVD       |
| Vigneux-de-Bretagne      | Gwënola Franco      |           | DVD       |

L'ensemble des maires des communes membres de l'intercommunalité forme la conférence des maires, organe principal de gouvernance.

### Conseil communautaire
Les 45 conseillers titulaires sont ainsi répartis selon le droit commun comme suit : 
| Nombre de délégués | Communes                                                                   |
| ------------------ | -------------------------------------------------------------------------- |
| 6                  | Nort-sur-Erdre, Treillières                                                |
| 5                  | Sucé-sur-Erdre                                                             |
| 4                  | Grandchamp-des-Fontaines, Héric, Saint-Mars-du-Désert, Vigneux-de-Bretagne |
| 3                  | Fay-de-Bretagne, Petit-Mars                                                |
| 2                  | Casson, Notre-Dame-des-Landes, Les Touches                                 |

### Élus
La communauté de communes est administrée par son conseil communautaire constitué en 2020 de 45 conseillers communautaires, qui sont des conseillers municipaux représentant chacune des communes membres.
À la suite des élections municipales de 2020 dans la Loire-Atlantique, le conseil communautaire du 4 juin 2020 a réélu son président, Yvon Lerat, conseiller municipal de Treillières, ainsi que ses 11 vice-présidents. À cette date, la liste des vice-présidents est la suivante : 
|     | Attributions                                                      | Identité            | Qualité                                      |
| --- | ----------------------------------------------------------------- | ------------------- | -------------------------------------------- |
| 1er | Animation économique                                              | Philippe Euzénat    | Maire de Casson                              |
| 2e  | Solidarités                                                       | Stéphanie Bidet     | Adjointe au maire de Fay-de-Bretagne         |
| 3e  | Ressources humaines, mutualisation, SIG et équipements aquatiques | Dominique Thibaud   | Adjoint au maire de Grandchamp-des-Fontaines |
| 4e  | Économie circulaire, prévention et gestion des déchets            | Patrice Pinel       | Adjoint au maire d'Héric                     |
| 5e  | Mobilités et développement des équipements et infrastructures     | Sylvain Lefeuvre    | Adjoint au maire de Nort-sur-Erdre           |
| 6e  | Culture                                                           | Marine Guilloux     | Adjointe au maire de Notre-Dame-des-Landes   |
| 7e  | Finances et politiques contractuelles                             | Chrystophe Pabois   | Adjoint au maire de Petit-Mars               |
| 8e  | Agriculture et alimentation                                       | Barbara Nourry      | Maire de Saint-Mars-du-Désert                |
| 9e  | Gestion de l'eau                                                  | Christine Chevalier | Conseillère municipale de Sucé-sur-Erdre     |
| 10e | Aménagement, urbanisme et foncier                                 | Bruno Veyrand       | Adjoint au maire des Touches                 |
| 11e | Transition écologique, habitat et coopération                     | Pierre-Jean Jamis   | Adjoint au maire de Vigneux-de-Bretagne      |

Ensemble, ils forment le bureau communautaire pour la période 2020-2026.

### Liste des présidents
| Période                                  | Période    | Identité               | Étiquette | Qualité                                                                               |
| ---------------------------------------- | ---------- | ---------------------- | --------- | ------------------------------------------------------------------------------------- |
| SIVOM du canton de La Chapelle-sur-Erdre |            |                        |           |                                                                                       |
| Les données manquantes sont à compléter. |            |                        |           |                                                                                       |
| av. 1982                                 | 1989       | Donatien de Sesmaisons | UDF-PR    | Maire de La Chapelle-sur-Erdre (1971 → 1989)                                          |
| 1989                                     | ?          | Jean-Paul Aubin        | DVD       | Agréé en architecture Maire de Treillières (1983 → 2001)                              |
| Communauté de communes                   |            |                        |           |                                                                                       |
| janvier 1995                             | juin 2001  | Pierre Favrou          | DVD       | Ancien commandant de l'Armée de l'air Maire de Grandchamp-des-Fontaines (1983 → 2001) |
| juin 2001                                | avril 2008 | Claude Ménager         | DVD       | Retraité de la SDVI Maire de Vigneux-de-Bretagne (1989 → 2008)                        |
| avril 2008                               | avril 2014 | Jean Goiset            | PS        | Directeur d'agence bancaire retraité Maire de Nort-sur-Erdre (2001 → 2013)            |
| avril 2014                               | en cours   | Yvon Lerat,            | DVD       | Chef d'entreprise Conseiller municipal de Treillières (2008 → )                       |

### Compétences
À la création de la communauté de communes, les domaines d'intervention étaient limités au développement économique et touristique, à l'aménagement de l'espace et à la politique du logement et du cadre de vie.
À l'heure actuelle, l'intercommunalité exerce les compétences obligatoires et optionnelles, qui lui ont été transférées par les communes membres, dans les conditions définies par le code général des collectivités territoriales, ainsi que des compétences supplémentaires. Celles-ci ont évolué à plusieurs reprises.
Compétences obligatoires
- Développement économique et emploi
- Aménagement de l’espace
- Aménagement, entretien et gestion des aires d’accueil des gens du voyage
- Collecte et traitement des déchets ménagers et assimilés
- Gestion des milieux aquatiques et préventions des inondations
- Mobilités

Compétences optionnelles
- Protection et mise en valeur de l’environnement
- Politique de l’habitat et du logement social
- Création et entretien des voiries d’intérêt communautaire
- Construction, entretien et fonctionnement des équipements sportifs d’intérêt communautaire
- Actions sociales d’intérêt communautaire
- Création et gestion de maisons de services au public et définition des obligations de service public afférentes

### Collecte des déchets
Sur la Communauté de Communes d’Erdre et Gesvres, les déchets sont collectés de différentes façons. L’assimilation des déchets est financée par la redevance incitative depuis 2012.
Ordures Ménagères Résiduelles
Les ordures ménagères résiduelles sont collectées en porte-à-porte, tous les 15 jours. Ce type de déchets doit être déposé en sacs fermés, dans les poubelles à couvercle bleu. Dans certains secteurs de la communauté de communes, les ordures ménagères peuvent être collectées en point d’apport volontaire, comme dans le quartier de Vireloup, à Treillières.
Emballages Recyclables
Les emballages recyclables sont collectés en porte-à-porte, tous les 15 jours, en alternance avec la collecte des ordures ménagère. Jusqu’au 31 décembre 2023, les emballages étaient collectés en sacs jaunes translucides. Depuis le 1er janvier 2024, la collecte des emballages est effectuée en bacs jaunes (ou point d’apport volontaire).
Verre et papier

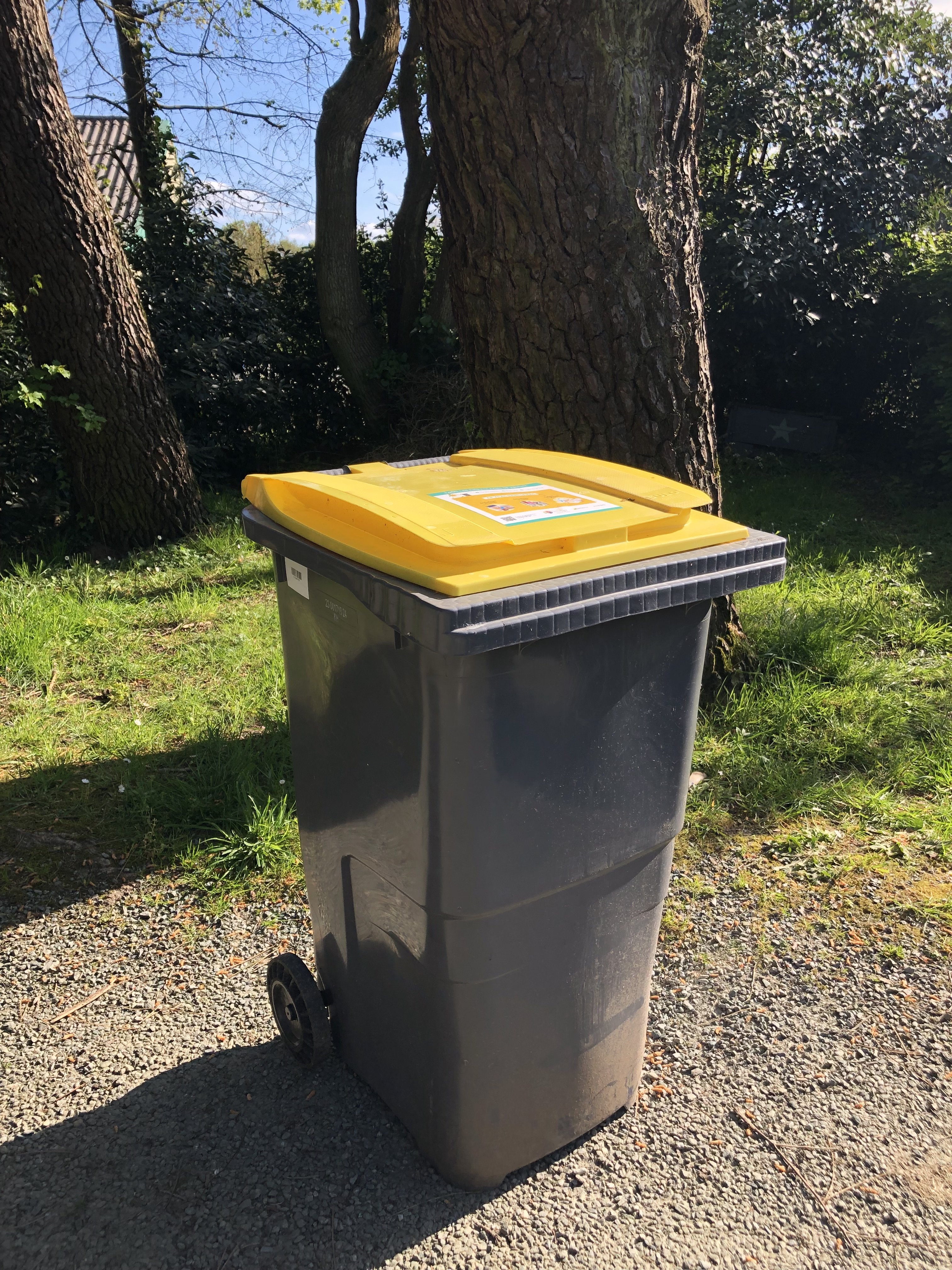
Un bac au couvercle jaune, destiné à la collecte des emballages en porte-à-porte.

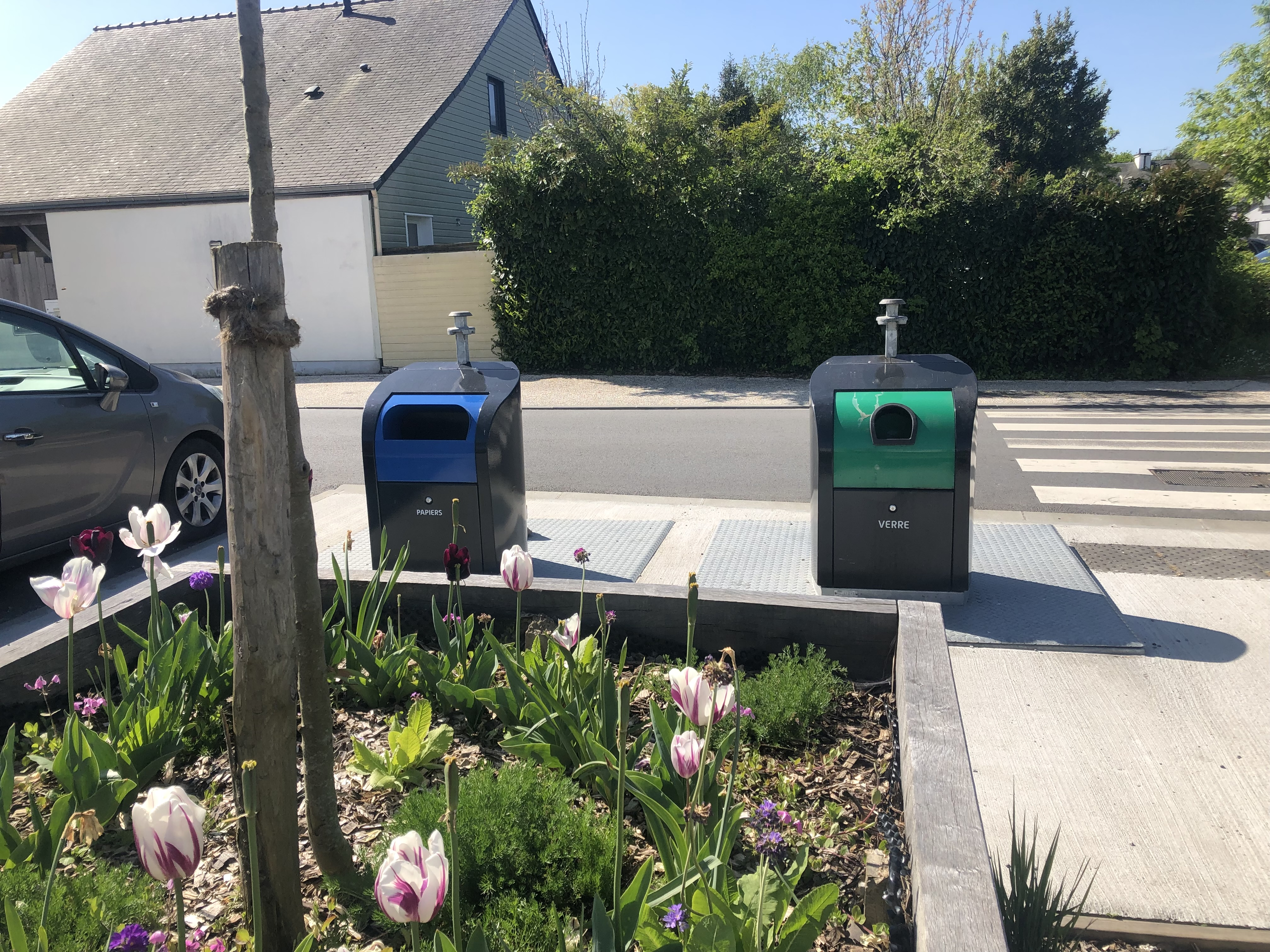
Conteneurs enterrés à Héric, près de l’Hôtel de Ville

Le verre (bouteilles, pots et bocaux en verre) est collecté en points d’apports volontaires. Les usagers peuvent s’y rendre dès qu’ils le veulent. Les conteneurs à verre et à papier aériens sont en bois tandis que ceux enterrés sont en métal. Les P.A.V. (Points d’Apports Volontaires) sont équitablement répartis sur les douze communes.

### Régime fiscal et budget
La communauté de communes est un établissement public de coopération intercommunale à fiscalité propre.
Afin de financer l'exercice de ses compétences, l'intercommunalité perçoit la fiscalité professionnelle unique (FPU) – qui a succédé à la taxe professionnelle unique (TPU) – et assure une péréquation de ressources entre les communes résidentielles et celles dotées de zones d'activité.
Elle bénéficie par ailleurs de la dotation de solidarité communautaire (DSC) et de la redevance d'enlèvement des ordures ménagères (REOM).

### Effectifs
L'intercommunalité emploie une centaine d'agents permanents afin de mettre en œuvre ses compétences.

## Manifestations culturelles
Cette intercommunalité organise chaque année depuis 2005 un Salon du Livre Jeunesse à Sucé-sur-Erdre.
A Nort-sur-Erdre, début juillet, il y a le festival "les nuits de l'Erdre".
La CCEG organise chaque année "Hors-saison", sa saison culturelle.